# Ambrosini AR
Ambrosini AR – włoski bezzałogowy samolot sterowany radiem, wybudowany w okresie II wojny światowej.

## Historia
13 sierpnia 1942 roku, włoski bombowiec Savoia-Marchetti SM.79 wypełniony materiałami wybuchowymi zaatakował brytyjskie okręty stojące w porcie w Algierze. Nie byłoby w tym nic dziwnego gdyby nie fakt, że na pokładzie bombowca nie było sterującej nim załogi. Lot samolotu kontrolowany był drogą radiową i była to pierwsza w czasie II wojny światowej próba bojowego użycia bezzałogowego samolotu bombowego. Co prawda atak nie został uwieńczony sukcesem, ale samą próbę uznano za obiecującą. Do idei tego typu maszyn powrócono w wytwórni SAI Ambrosini, w której inżynier Sergio Stefanutti zaprojektował i zbudował samolot wykorzystujący tę samą technikę, nazwany Ambrosini AR (AR od Assalto Radioquidato). Samolot startował i dolatywał w rejon celu będąc kierowanym przez pilota znajdującego się na pokładzie. W rejonie celu pilot opuszczał maszynę na spadochronie a kontrolę nad samolotem przejmował operator znajdujący się na pokładzie samolot towarzyszącego. Operator drogą radiową sterował bezzałogową maszyną w drodze do celu. Na pokładzie Assalto Radioquidato przewidziano miejsce na dwie 1000 kg bomby. Dziewiczy lot odbył się 13 czerwca 1943 roku, za sterami samolotu siedział pilot doświadczalny Nello Valziana. Lot przebiegł pomyślnie i samolot skierowano do dalszych badań w ośrodku technicznym lotnictwa w Guidonia Montecelio niedaleko Rzymu. Wyprodukowano cztery egzemplarze (niektóre źródła podają pięć), które jednak przed kapitulacją Włoch nie weszły do bojowego użycia.

## Konstrukcja
Samolot był wolnonośnym średniopłatem o drewnianej, prostej konstrukcji. Zastrzałowe, stałe podwozie główne i kółko ogonowe. Usterzenie klasyczne, wolnonośne. Otwarta kabina pilota znajdująca się nad centropłatem z niewielką owiewką. Samolot napędzany był silnikiem Fiat A-80 o mocy 1000 KM z trójłopatowym śmigłem. 